# Senator Italijanske republike
Senator Italijanske republike je član italijanskega senata. Lahko je senator po zakonu (se pravi izvoljen) ali dosmrtni senator. Člen 59 italijanske ustave predvideva, da so senatorji po zakonu vsi člani ustavodajne skupščine in vsi bivši predsedniki republike, ki postanejo dosmrtni senatorji. 
Bivši predsedniki republike se praviloma imenujejo dosmrtni senatorji po zakonu, ker funkcijo predvideva zakon, trajanje mandata pa je dosmrtno.
Razen teh so v senatu še dosmrtni senatorji, ki jih imenuje predsednik republike. Vsak predsednik ima pravico imenovati pet senatorjev glede na posebne zasluge na socialnem, znanstvenem ali umetnostnem področju. 
Senatorje volijo državljani, ki so izpolnili 25. leto starosti, in izvoljenec mora biti vsaj 40 let star. Ta odločba izraža voljo ustavodajne skupščine, da se poudari važnost senata, ki mora v normalni zakonodaji sklepati o potrditvi (oziroma zavrnitvi) zakonov, ki jih je poslanska zbornica že odobrila.